# Acapianta

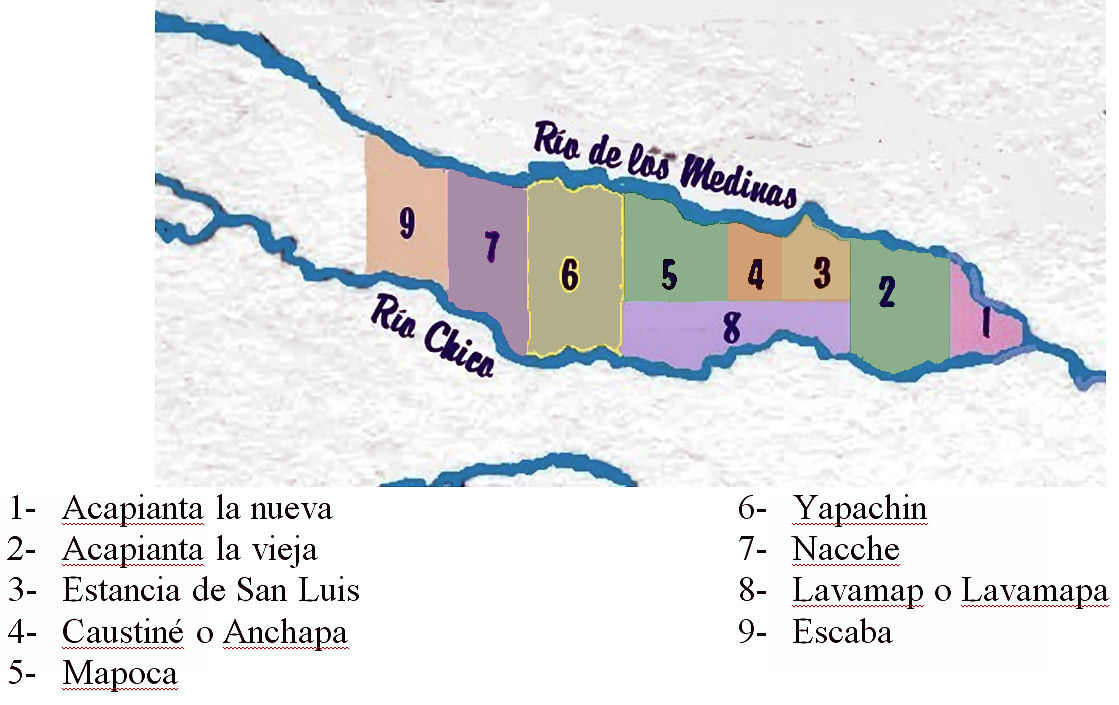
Esquema de las estancias ubicadas entre los ríos Chico y Medinas en la gobernación del Tucumán a mediados del.

La encomienda de Acapianta, comúnmente denominada Acapiantagastona en los primeros títulos de estancias, fue una antiguo feudo y pueblo de indios que el rey Felipe III de España otorgó en 1610 a favor de García de Medina y Garnica. Se encontraba ubicada en el sur del territorio de lo que es hoy la provincia de Tucumán, en la República Argentina, entre el actual río de los Medinas por el norte y el río Chico por el sur, siendo una de las principales y más tradicionales de la región.  

## Historia
El 2 de junio de 1610, el gobernador Alonso de Ribera expidió cédula a favor de García de Medina y Garnica, concediéndole la encomienda de Acapianta "según e de la misma manera que tuvieron el dicho repartimiento el capitán Gaspar de Medina, su primer encomendero, y el capitán García de Medina, vuestro padre".  Entre los pueblos encomendados, el primer registrado era el de Acapianta Gastona, mencionándose asimismo, los caciques de este pueblo, presididos por "el Capayano".

## Ubicación
Coordenadas  27°27′26″S 65°28′04″O / -27.45722, -65.46778

### San Ignacio de Acapianta
Según relata el padre Lozano, el capitán García de Medina y Castro era "amantisimo de la Compañía de Jesus á cuyo patriarca profesó tiernísima devoción, aun antes de estar beatificado, y mereció tener en ella un hijo, el padre Ignacio de Medina",  por lo que nombró a san Ignacio de Loyola patrono y le puso su nombre al pueblo, y además erigió en su honor un suntuoso templo. El día que celebró la dedicación, "hizo solemnísimas fiestas y regocijos en honor suyo, convidando a la función a clérigos y religiosos, a sus amigos y a los personajes primeros de San Miguel". Agrega el padre Diego de Torres en 1609 que se festejó el día de la dedicación "con danzas, sermón, procesión y música, llevando en ella una imagen que se hizo hacer de bulto del Santo"

### Diego de Rojas y Canamico
Lizondo Borda pensaba que Acapianta era el Capayán de Diego de Rojas, ubicándolo en las inmediaciones de Los Agudos de hoy.

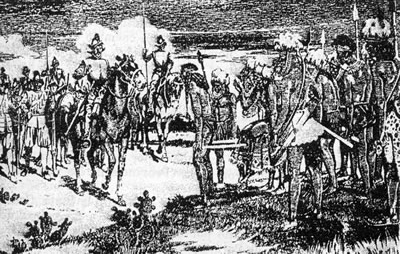
Encuentro en Capayán entre Diego de Rojas y Canamico.

Así también lo creía la historiadora tucumana Teresa Piossek Prebisch, al afirmar que, a fines de 1543 o comienzos de 1544, "la primera población indígena a la que llegó Diego de Rojas fue Capaya o Acapianta, al sur del río Medinas".
Dice Gutiérrez Colombres que es un "lugar de considerable importancia histórica, pues fue el teatro de memorables hechos que afectan profundamente a los episodios de la Conquista Hispana, en nuestras tierras de América; pues fue allí donde el valeroso y legendario capitán español Diego de Rojas -el de "La Entrada"- enfrentóse por primera vez con el gran cacique calchaquino Canamico (el de la pierna cortada) llamado el señor de Capayán, que acaudillaba a una de las más feroces y guerreras de las naciones indígenas Lule-Tonocoté: los indios Solcos, famosos por sus depredaciones y actos de pillaje cometidos durante la Conquista y luego en la Colonia; ellos son los autores del incendio de la ciudad de San Miguel de Tucumán, la Vieja, allá por los años de 1578; de esos indios Solcos u Holcos quedan recuerdos en la toponimia local, en un río del departamento de Chicligasta llamado río Solco, que naciendo en las altas cumbres del sistema del Aconquija va a morir en las aguas del actual río Gastona".

### Linderos
Los otros linderos de Acapianta eran : al naciente, la junta de dichos ríos Medina y Chico y al poniente, el pueblo de Caustiné (también llamado Anchapa). Hay una anécdota sobre estas tierras. Una hija de García de Medina y Castro y de su esposa María de Garnica, llamada Catalina de Medina y Castro, vendió la estancia de San Luis al Licenciado Pedro de Medina Pastene, y este a su vez la vendió, con ese mismo nombre, a un sobrino, el capitán Diego de Medina Palavecino. Por otra parte, el gobernador Juan de Armasa otorgó por merced al general Pedro Núñez de Herrera las tierras llamadas Caustiné, y este las vendió al capitán Pedro González de Navarro. Cuando los compradores definitivos intentaron hacer el amojonamiento y deslinde, se toparon conque entre el pueblo de Mapoca, lindero occidental de San Luis, y el pueblo de Acapianta, lindero oriental de Caustiné, había sólo una legua, o sea que las tierras de San Luis y las de Caustiné eran las mismas. En salomónica decisión, ambos reclamantes al derecho "considerando con prudente reflexión las malas consequencias que se originan de pleitos, disgustos, enconos i gastos inexcusables i que determinaban vivir en paz y buena urbanidad como vecinos que son hazían compromiso y convenio", dividiéndolas en dos, a conformidad de las partes.

### Los Medina, cuatro generaciones de encomenderos
Este pueblo de Acapianta fue encomendado alrededor de 1566 al célebre capitán Gaspar de Medina, uno de los conquistadores del Tucumán.
El segundo encomendero fue su hijo, habido en el matrimonio con Cathalina de Castro y Coya, el capitán García de Medina y Castro, aproximadamente en 1600. Casado con María de Garnica y Villavicencio, falleció en su pueblo, San Ignacio de Acapianta, el miércoles de cenizas de 1610.
El tercer encomendero fue su nieto, García de Medina y Garnica, tesorero y juez real en San Miguel de Tucumán, fallecido entre 1641 y 1644 y casado con Ysabel de Cepeda y Villarroel, nieta o bisnieta del fundador de Tucumán. 
El cuarto y último encomendero fue Agustín de Medina y Villarroel, uno de los hijos de García de Medina y Garnica.

### Los González y Navarro de Velasco
Y es esta generación, la de los bisnietos de Gaspar de Medina, la que finalmente se desprende de las tierras de Acapianta, luego de un siglo de posesión. Así es como los capitanes Antonio González y Francisco Figueroa afirman en 1702 que:

han estado poseyendo quieta y pacíficamente sin contradicción de persona alguna con nuestras casas y corrales y ganados mayores y menores las tierras que por benta real compramos a don agustín de medina y a don ignasio y a doña Josepha de medina hijos legítimos y herederos de garsía de medina y de doña ysavel de sepeda y Villarroel

 El capitán Antonio González estaba casado con Bartholina Navarro de Velasco y Medina Yriberri, parienta muy inmediata del maestre de campo José López de Velasco y sobrina del capitán Francisco de Medina Yriberri. Su hijo Pedro González de Navarro fue mencionado en el litigio por el pueblo de Caustiné, relatado ut supra.

### Acapianta la vieja y Acapianta la nueva
En el año 1702, litigaron por los lindes de estas tierras el "maestro Simón González, clérigo presbítero, cura propietario del partido de chiquiligasta" y el supradicho capitán Antonio González. El sacerdote había adquirido sus tierras a los hijos de Micaela de Leguisamo, el sargento mayor Francisco de la Rocha Leguisamo y el capitán Melián de Leguisamo, y se expresaba así:

Las tierras que las partes contrarias pretenden son en otra parte como consta de sus instrumentos, en paraje parado, que es el pueblo de acapyanta la biexa, no acapyanta la nueva, tierras vexinas y despobladas
Simón González

## Los Zelarayán y González Navarro
Una de las tres hijas de este matrimonio fue Bartholina González Navarro, esposa del sargento mayor Mathías de Çelayarán y Bayón de la Torre, hijo menor del capitán Ygnacio de Çelayarán y Ugarte, y heredaron las tierras de Acapianta. Durante ese tiempo, la extensa estancia estuvo en manos de los Zelarayán. Luego, tuvieron doce hijos, que desguazaron la estancia, vendiendo algunos su parte.
Uno de ellos, Mathías Zelarayán y González Navarro, casado con Josefa de Argañaraz y Murguía y poseedor de una estancia en Balderrama, paraje de Simoca, vende en 1777 la porción que había recibido como legítima herencia:

Sépase por esta carta como yo, Don Matías Zelarayán. vecino de esta jurisdicción otorgo por ella que por mí, y en nombre de mis herederos y sucesores y de los que de mí y ellos huvieren títulos y causa, vendo y doy en venta real por fuero de heredad para siempre jamás a Juan Gregorio Aragón, también vecino de esta jurisdicción, una suerte de tierra, de cuatrocientos doce y media varas de frente que tengo entre el río de los Medinas y el río Chico, y de fondo, lo que hay de río a río, que será una legua y lindan al naciente con tierras de los González, al poniente con las mismas que vendo y las están poseyendo mis hermanos como coherederos míos, al sur con el dicho río Chico y al norte con el de los Medinas, las cuales tierras las huve y heredé de mi difunto padre, Don Matías Zelarayán, con todas sus entradas y salidas
Matías Zelarayán

Hijo de este matrimonio fue el general Gerónimo Zelarayán y Argañaraz de Murguía.
Otros hijos, como  Phelipa Zelarayán y González Navarro, casada con Antonio Gutiérrez, conservaron la propiedad y allí nació su nieto, el brigadier general Celedonio Gutiérrez Zelarayán y Gramajo.